# Clinton-Washington Avenues (Crosstown Line)
Clinton-Washington Avenues is een station van de metro van New York aan de Crosstown Line in het stadsdeel Brooklyn. Het station is geopend in 1937. Lijn  maakt gebruik van dit station.
 ·  ·  ·  ·  ·  ·  ·  ·  · 